# عبد الرحمن الراشد
عبد الرحمن الراشد ولد في الرياض عام 1956 هو إعلامي سعودي كان يشغل منصب مدير عام قناة العربية منذ عام 2004 حتى استقالته منها يوم 22 نوفمبر 2014 وتعيينه عضوا في مجلس إدارة مجموعة إم بي سي وهو يكتب في جريدة الشرق الأوسط التي سبق أن ترأس تحريرها قبل عمله في قناة العربية، الراشد هو صاحب شركة ORTV للإنتاج الإعلامي.

## بدايته المهنية
بدأ الاعلامي عبد الرحمن بن حمد بن عبد الله الراشد العمل الصحفي منذ كان طالبًا في المدرسة من خلال النشاطات غير المنهجية، حصل على شهادة الثانوية العامة ليلتحق ببعثة دراسية إلى الولايات المتحدة الأميركية حيث درس الإنتاج السينمائي في الجامعة الأميركية بواشنطن، وفي العام 1980 تولى إدارة مكتب صحيفة الجزيرة السعودية في العاصمة الأميركية، وبعد خمس سنوات انتقل إلى المملكة المتحدة بعد التحاقه للعمل في المجموعة السعودية للأبحاث والتسويق كنائب لرئيس تحرير مجلة المجلة السعودية الأسبوعية الصادرة من لندن، وبعد سنتين تقلّد منصب رئاسة التحرير في المجلة حتى العام 1998 حين عُيّن رئيسًا لتحرير جريدة الشرق الأوسط اللندنية.

## إدارته لقناة العربية وإستقالته
في العام 2003 قدم عبد الرحمن الراشد استقالته من المجموعة السعودية للأبحاث والتسويق وتلقى بعدها عرضًا من مركز تلفزيون الشرق الأوسط (MBC) لإدارة قناة العربية الإخبارية، إحدى قنوات مجموعة MBC والتي يقع مقرها في مدينة دبي للإعلام. وتم تعيين الراشد رسميًا في بداية 2004 خلفًا لصالح القلاب.
وفي يوم الثلاثاء 14 سبتمبر 2010 قدم الراشد استقالته من إدارة قناة العربية دون أن يعلن الأسباب. استقالة الراشد جاءت بعد توقف مقاله اليومي عن الظهور في «الشرق الأوسط» ابتداء من 5 سبتمبر بدون سبب يذكر. وذكرت تقارير أن الاستقالة جاءت بعد أن بثت القناة في 2 سبتمبر برنامجا بعنوان «الإسلام والغرب» ناقش التحالف التاريخي بين مؤسس الدولة السعودية الأولى الإمام محمد بن سعود ومحمد بن عبد الوهاب. وقال وليد الإبراهيم رئيس مجلس إدارة مجموعة MBC أن الراشد اختار الاستقالة رغبة منه في تحمل مسؤولية بعض الأخطاء التي ظهرت على الشاشة «خلال الفترة الوجيزة الماضية»، بدون أن يذكر ذلك البرنامج بالاسم.
في 16 سبتمبر أعلن الراشد إرجاء استقالته بعد أن رفضها وليد الإبراهيم،
وفي 18 سبتمبر استأنف الكتابة في «الشرق الأوسط».

## تأسيسه لـORTV
أسس الراشد شركة ORTV للإنتاج الإعلامي مع زميله الإعلامي السعودي عثمان العمير الذي غادرها لاحقًا لتصبح الشركة لمالكها الوحيد عبد الرحمن الراشد. تُعنى الشركة بإنتاج أفلام وثائقية وتاريخية وسياسية وفنية وبيئية متنوعة من ضمنها برنامج العين الثالثة الذي يعرض على قناة العربية.
وقد أنتجت الشركة الفيلم الوثائقي «فهد» الذي بثته العربية على مدار خمسة أيام بعد وفاة الملك فهد بن عبد العزيز في 1 أغسطس 2005. الفيلم يتألف من خمس أجزاء، مدة كل جزء ساعة تلفزيونية. يقول الراشد إن الفيلم بدأ تسجيله في عام 2001 واستغرق عاما ونصف، وصورت مقابلاته في 15 مدينة. وبحسب الموقع الإلكتروني لقناة العربية فقد كشف الفيلم لأول مرة عن مجريات أحداث مهمة على لسان صانعيها أو شهود عليها، مثل توتر العلاقة السعودية-الأمريكية بسبب اكتشاف واشنطن صفقة صواريخ سرية اشترتها الرياض من بكين والمواجهات مع إيران واحتلال وتحرير الكويت ومشروع فهد في قمة فاس العربية وأزمة أسعار النفط.
خلال عام 2007، تم إنتاج فيلم وثائقي ضخم من خمسة أجزاء يحمل اسم «عبد الله»، يتناول الجزء الأول والثاني منه سياسة العاهل السعودي الملك عبد الله بن عبد العزيز الخارجية، ورؤيته للتحولات الدولية على خلفية أحداث 11 سبتمبر، والقضية الفلسطينية، والحرب في لبنان وأفغانستان والعراق والتغير الحاصل في العلاقة بين الرياض وطهران. ويتناول الجزء الثالث والرابع السياسة الداخلية، خاصة الإصلاحات السياسية والاجتماعية الحاصلة والمتوقعة بعد تولي الملك عبد الله بن عبد العزيز مهام الحكم. أما الجزء الأخير فيُركز على الحياة الشخصية للملك، نبذة عن تاريخه، صفاته الشخصية، تطلعاته واهتماماته. ومن ضمن المتحدثين في الفيلم ولي العهد السعودي الأمير سلطان بن عبد العزيز، والرئيس الأميركي جورج بوش الابن، ورئيس الوزراء البريطاني الأسبق توني بلير، والزعيم الجنوب أفريقي نيلسون مانديلا. تم تصوير الفيلم، ولأول مرة، داخل أروقة قصر الملك ومكتبه، أثناء تأديته مهام عمله وتعاطيه مع أفراد أسرته وموظفيه. وبعد عرض الحلقة الأولى من هذا الفيلم الوثائقي تم إيقافه فجأة وفي حين قال عبد الرحمن الراشد أن سبب وقف العرض هو خلافات داخلية وأنه يأمل أن يتم عرضه لاحقا، قال موظفون في قناة العربية أن وقف عرض الفيلم جاء بناء على أوامر مباشرة من الأسرة المالكة السعودية.

## فكر عبد الرحمن الراشد
عُرف عن عبد الرحمن الراشد انتماءه للتيار الليبرالي وانتقاده الحاد للإسلاميين. وقد جعلته مواقفه بدورها موضع انتقادات من بعض الأوساط المخالفة له. ومعاديا للاخوان المسلمين في مصر وقد ظهر هذا في خلال تغطية قناة العربية لازمة الإعلان الدستورى في مصر في شهر نوفمبر من العام 2012 وقد ادى هذا إلى استياء القوى الإسلامية في مصر ودعت إلى مقاطعة قناة العربية

## التكريم
حصل الراشد على لقب الإعلامي العربي الأكثر تأثيرًا ونفوذًا في المنطقة العربية والعالم بحسب تصنيف مجلة أرابيان بيزنيس للعام 2006، وجاء تاسعًا ضمن قائمة أقوى 100 شخصية عربية نافذة في التصنيف العام لكل الفئات المهنية في نفس المجلة، وحافظ على اسمه في القائمة ذاتها في العامين 2007 و2008.

في عام 2013، فز بوسام التميز لأكثر الشخصيات تأثيرا في العالم من المجلس الدولي لحقوق الإنسان والتحكيم والدراسات السياسية والاستراتيجية من خلال تصويت دشنه المجلس تحت إشراف السفير الدكتور محمد محمود الجمسي

## إستقالتة
قدم استقالته في عام 2014 كمدير عام لقناة العربية بعد سنوات عدة من الإنجازات، وتم تعيين عادل الطريفي بديلًا عنه.

## زواجه
في شهر ديسمبر من عام 2016 تزوج من الاعلامية اللبنانية ريما مكتبي بعد حياة طويلة في العزوف عن الزواج امتدت إلى 60 عاما تقريبًا..

## وصلات خارجية
- موقع شركة ORTV
- موقع قناة العربية